# Grana (decoración)
La grana o confeti son pequeños trocitos de caramelo utilizados en repostería para decoración a menudo colorido o para añadir textura a postres como brownies, cupcakes, donuts o helados. Estos pequeños caramelos se fabrican en una gran variedad de colores y suelen utilizarse como cobertura o elemento decorativo. 

## Historia
Los nonpareils se remontan al menos a finales del siglo XVIII, si no antes. Se utilizaban para decorar pasteles y postres.
Los hagelslag neerlandeses (grana de chocolate) fueron inventados en 1913 por Erven H. de Jong de Wormerveer. Venz, otra empresa holandesa, popularizó el hagelslag. El hagelslag se utiliza en el pan y otras cosas hechas de pan. La mayoría de las veces se unta mantequilla para que el hagelslag no se caiga. Después de mucho investigar y aventurarse, Gerard de Vries y Venz crearon la primera máquina para producir las diminutas golosinas cilíndricas. Recibieron el nombre de hagelslag por su parecido con un fenómeno meteorológico destacado en los Países Bajos: granizo. (Esta referencia también se traslada a la palabra finlandesa para denominar los granizados, koristerakeet, que literalmente significa granizo decorativo). Sólo los hagelslag con un porcentaje de cacao superior al 32% pueden llevar el nombre de chocoladehagelslag (chispas de chocolate). Si es inferior al 32%, se denomina cacaofantasie o cacaofantasie hagelslag.
La empresa estadounidense de caramelos Just Born cita a su fundador, Sam Born, como el inventor de las virutas de "chocolate" llamadas "jimmies" (que quizá nunca contuvieron chocolate) en Brooklyn, Nueva York. Sin embargo, en Estados Unidos ya existían anuncios de granas de chocolate en 1921., anteriores a Just Born.